# جائزة الولايات المتحدة الكبرى 2012
جائزة الولايات المتحدة الكبرى 2012 هو سباق فورمولا 1 أقيم في حلبة الأمريكتين، مقاطعة ترافيز، أوستن. كان التاسع عشر من أصل 20 في بطولة العالم لسباقات الفورمولا واحد موسم 2012. حلّ البريطاني لويس هاملتون أولا بينما جاء الألماني سباستيان فيتل في المركز الثاني وحصل على المركز الثالث الإسباني فرناندو ألونسو.